# Primera División de España 1932-33
La temporada 1932-33 de Primera División fue la 5.ª edición de la máxima categoría del sistema de Ligas españolas de fútbol. Se disputó entre el 27 de noviembre de 1932 y el 28 de marzo de 1933.
El Madrid Football Club se proclamó campeón por segunda temporada consecutiva, igualando la efeméride ya lograda por el Athletic Club en 1931. Con el título, los madrileños igualaron así a los vascos en el palmarés.
El encuentro del 5 de febrero correspondiente a la undécima jornada entre el Athletic Club y el Racing Club de Santander se convirtió en el partido de más goles registrados de la competición con catorce, nueve para los vascos y cinco para los santanderinos. La cifra superó en un gol al anterior registro favorable también al Athletic Club, quien venció al Football Club Barcelona por 12-1 y que se mantiene como la mayor victoria de la historia del torneo.

## Sistema de competición
La Primera División de España 1932-33 fue organizada por la Federación Española de Fútbol (FEF).
Como en ediciones anteriores, tomaron parte diez equipos, todos ellos en un grupo único; siguiendo un sistema de liga, se enfrentaron todos contra todos en dos ocasiones -una en campo propio y otra en campo contrario-, sumando un total de 18 jornadas. El orden de los encuentros se decidió por sorteo antes de empezar la competición.
La clasificación final se estableció con arreglo a los puntos obtenidos en cada enfrentamiento, a razón de dos por partido ganado, uno por empatado y ninguno en caso de derrota.
En caso de empate a puntos entre dos o más clubes en la clasificación final, se tuvo en cuenta el mayor cociente de goles.

### Efectos de la clasificación
El equipo que más puntos sumó al final del campeonato fue proclamado campeón de liga.
El último clasificado fue descendido automáticamente a Segunda División, siendo reemplazado para la próxima temporada por el campeón de dicha categoría.

## Clubes participantes
Esta temporada supuso el debut en la máxima categoría del Betis Balompié. Tomaron parte en el campeonato diez clubes:
| Equipo                  | Ciudad        | Estadio          | Aforo  |
| ----------------------- | ------------- | ---------------- | ------ |
| Club Deportivo Alavés   | Vitoria       | Mendizorroza     | 7.216  |
| Arenas Club de Guecho   | Guecho        | Ibaiondo         | 15.540 |
| Athletic Club           | Bilbao        | San Mamés        | 17.628 |
| Football Club Barcelona | Barcelona     | Les Corts        | 25.000 |
| Betis Balompié          | Sevilla       | Patronato Obrero | 10.000 |
| Donostia Football Club  | San Sebastián | Atocha           | 9.215  |
| Club Deportivo Español  | Barcelona     | Sarriá           | 16.055 |
| Madrid Football Club    | Madrid        | Chamartín        | 17.862 |
| Racing Club             | Santander     | El Sardinero     | 11.300 |
| Valencia Football Club  | Valencia      | Mestalla         | 18.980 |

## Desarrollo
El Club Deportivo Español, que venía de ganar el Campeonato de Cataluña, se convirtió en la revelación del torneo. Los blanquiazules vencieron en la primera jornada al vigente campeón, el Madrid Football Club, por 2-1. El Athletic Club, que en la jornada inaugural goleó al debutante Betis Balompié por 9-1, se convirtió en el perseguidor de los catalanes en el tramo inicial del campeonato hasta que en la cuarta jornada, el Español logró una inesperada victoria en San Mamés por 0-2. Los españolistas cerraron la primera vuelta como campeones de invierno, invictos y tras ganar en siete de los nueve partidos disputados. El Madrid, tras vencer también en el campo del Athletic, cerró la primera vuelta un punto por detrás del Español. Por ello, el duelo entre ambos equipos, que abría la segunda vuelta, resultó decisivo. Los madridistas se impusieron por 2-0 y alcanzaron un liderato que mantuvieron hasta el final de la temporada. «Los periquitos», por su parte, entraron en una mala racha de resultados tras la derrota que les llevó a concluir el campeonato en tercera posición. Fue el Athletic Club el segundo clasificado, si bien su irregularidad —ganaron ocho de los nueve partidos como visitantes pero cedieron cuatro derrotas en su estadio— le privó de presionar a los madrileños, quienes se proclamaron campeones con una jornada de antelación.
El descenso se decidió en la última jornada, estando implicados el Valencia Football Club, el Arenas Club y, con un punto menos que ambos, el Club Deportivo Alavés. Los vitorianos, que podían haber salvado la categoría de vencer en el duelo directo en Mendizorroza a los valencianistas, no pudieron pasar del empate y finalizaron como colistas.

### Clasificación
| Pos. | Equipo              | Pts. | PJ | G  | E | P  | GF | GC | Dif. | Clasificación               |
| ---- | ------------------- | ---- | -- | -- | - | -- | -- | -- | ---- | --------------------------- |
| 1    | Madrid F. C. (C)    | 28   | 18 | 13 | 2 | 3  | 49 | 17 | +32  | Campeón                     |
| 2    | Athletic Club       | 26   | 18 | 13 | 0 | 5  | 63 | 29 | +34  | Campeón de Copa.            |
| 3    | C. D. Español       | 22   | 18 | 10 | 2 | 6  | 33 | 30 | +3   |                             |
| 4    | F. C. Barcelona     | 19   | 18 | 7  | 5 | 6  | 42 | 34 | +8   |                             |
| 5    | Betis Balompié      | 17   | 18 | 6  | 5 | 7  | 31 | 45 | −14  |                             |
| 6    | Donostia F. C.      | 15   | 18 | 6  | 3 | 9  | 41 | 47 | −6   |                             |
| 7    | Arenas de Guecho    | 14   | 18 | 5  | 4 | 9  | 39 | 44 | −5   |                             |
| 8    | Racing de Santander | 14   | 18 | 6  | 2 | 10 | 46 | 58 | −12  |                             |
| 9    | Valencia F. C.      | 13   | 18 | 4  | 5 | 9  | 34 | 53 | −19  |                             |
| 10   | C. D. Alavés (D)    | 12   | 18 | 5  | 2 | 11 | 21 | 42 | −21  | Descenso a Segunda División |

 Fuente: BDFutbol
Criterios de clasificación: Puntos · Diferencia de goles · Goles a favor · Play-off
|                      |
| Campeón Madrid F. C. |
| 2.º título           |

### Ascenso a Primera División
El Oviedo Football Club ascendió a Primera División tras resultar campeón de Segunda División.

### Evolución de la clasificación
| Jornada / Equipo | 1  | 2  | 3  | 4  | 5  | 6  | 7  | 8  | 9  | 10 | 11 | 12 | 13 | 14 | 15 | 16 | 17 | 18 |
| Jornada / Equipo |    |    |    |    |    |    |    |    |    |    |    |    |    |    |    |    |    |    |
| ---------------- | -- | -- | -- | -- | -- | -- | -- | -- | -- | -- | -- | -- | -- | -- | -- | -- | -- | -- |
| Madrid F. C.     | 8  | 5  | 3  | 3  | 2  | 3  | 2  | 2  | 2  | 1  | 1  | 1  | 1  | 1  | 1  | 1  | 1  | 1  |
| Athletic Club    | 1  | 1  | 1  | 2  | 3  | 2  | 3  | 3  | 3  | 3  | 3  | 3  | 2  | 2  | 2  | 2  | 2  | 2  |
| C. D. Español    | 4  | 2  | 2  | 1  | 1  | 1  | 1  | 1  | 1  | 2  | 2  | 2  | 3  | 4  | 3  | 3  | 3  | 3  |
| F. C. Barcelona  | 6  | 3  | 4  | 4  | 4  | 4  | 4  | 4  | 4  | 4  | 4  | 4  | 4  | 3  | 4  | 4  | 4  | 4  |
| Betis Balompié   | 10 | 7  | 5  | 5  | 5  | 5  | 5  | 5  | 5  | 5  | 6  | 7  | 7  | 9  | 5  | 7  | 5  | 5  |
| Donostia F. C.   | 5  | 8  | 8  | 7  | 6  | 9  | 7  | 8  | 6  | 7  | 8  | 8  | 9  | 8  | 6  | 6  | 6  | 6  |
| Arenas de Guecho | 7  | 9  | 9  | 10 | 9  | 6  | 6  | 7  | 9  | 9  | 9  | 9  | 6  | 7  | 9  | 9  | 9  | 7  |
| R. C. Santander  | 9  | 10 | 10 | 9  | 10 | 8  | 9  | 6  | 8  | 6  | 7  | 5  | 8  | 6  | 8  | 5  | 7  | 8  |
| Valencia F. C.   | 3  | 6  | 6  | 6  | 7  | 7  | 8  | 10 | 7  | 8  | 5  | 6  | 5  | 5  | 7  | 8  | 8  | 9  |
| C. D. Alavés     | 2  | 4  | 7  | 8  | 8  | 10 | 10 | 9  | 10 | 10 | 10 | 10 | 10 | 10 | 10 | 10 | 10 | 10 |

Estadísticas actualizadas hasta el final del campeonato.

### Resultados
| Local \ Visitante | ALV | ARE | ATH | BAR | BET | DON | ESP | MAD | RAC | VAL |
| ----------------- | --- | --- | --- | --- | --- | --- | --- | --- | --- | --- |
| C. D. Alavés      | —   | 1–1 | 0–2 | 2–1 | 2–0 | 1–0 | 1–0 | 0–1 | 8–2 | 1–1 |
| Arenas de Guecho  | 3–0 | —   | 4–2 | 5–1 | 3–3 | 6–0 | 0–2 | 1–5 | 2–1 | 2–2 |
| Athletic Club     | 4–0 | 3–1 | —   | 1–3 | 9–1 | 1–2 | 0–2 | 0–2 | 9–4 | 8–2 |
| F. C. Barcelona   | 2–0 | 5–2 | 2–3 | —   | 4–1 | 3–2 | 1–1 | 1–1 | 4–0 | 4–2 |
| Betis Balompié    | 3–1 | 1–1 | 1–5 | 2–1 | —   | 4–2 | 1–2 | 0–0 | 3–2 | 3–2 |
| Donostia F. C.    | 3–1 | 2–1 | 2–4 | 2–2 | 2–2 | —   | 6–1 | 1–2 | 8–0 | 4–1 |
| C. D. Español     | 3–1 | 3–2 | 2–5 | 2–1 | 1–2 | 3–0 | —   | 2–1 | 2–1 | 5–2 |
| Madrid F. C.      | 2–0 | 8–2 | 0–1 | 2–1 | 4–1 | 6–2 | 2–0 | —   | 4–1 | 6–0 |
| R.C. Santander    | 9–0 | 2–1 | 0–1 | 4–4 | 2–2 | 7–1 | 3–1 | 4–2 | —   | 2–0 |
| Valencia F. C.    | 5–2 | 3–2 | 1–5 | 2–2 | 2–1 | 2–2 | 1–1 | 0–1 | 6–2 | —   |

## Estadísticas

### Tabla histórica de goleadores
Nota: Nombres y banderas de equipos en la época.
| \| Pos. \| Jugador \| G. \| Part. \| Prom. \| \| Club \| Nota \| \| ---- \| ---------------------- \| -- \| ----- \| ----- \| \| ----------------------- \| ----------------------------------------------------- \| \| 1 \| Manuel Olivares [n. 2] \| 16 \| 14 \| 1.14 \| \| Madrid Football Club \| \| \| 2 \| Agustín Sauto Bata \| 15 \| 18 \| 0.83 \| \| Athletic Club \| \| \| 3 \| José Iraragorri \| 14 \| 17 \| 0.82 \| \| Athletic Club \| \| \| = \| Guillermo Gorostiza \| 14 \| 17 \| 0.82 \| \| Athletic Club \| Nuevo máximo goleador histórico del torneo (61 goles) \| \| 5 \| Francisco Iriondo \| 13 \| 13 \| 1.00 \| \| Arenas Club de Guecho \| \| \| = \| Luis Regueiro \| 13 \| 17 \| 0.76 \| \| Madrid Football Club \| \| \| 7 \| Santiago Urtizberea \| 12 \| 8 \| 1.50 \| \| Donostia Football Club \| \| \| = \| Juan Ramón \| 12 \| 15 \| 0.80 \| \| Football Club Barcelona \| \| \| 9 \| Victorio Unamuno \| 11 \| 7 \| 1.57 \| \| Athletic Club \| \| \| = \| Ángel Arocha \| 11 \| 10 \| 1.10 \| \| Football Club Barcelona \| \| Actualizado a fin de torneo. |                     |    |       |       |  |                         |                                                       |
| Pos. | Jugador             | G. | Part. | Prom. |  | Club                    | Nota                                                  |
| 1 | Manuel Olivares     | 16 | 14    | 1.14  |  | Madrid Football Club    |                                                       |
| 2 | Agustín Sauto Bata  | 15 | 18    | 0.83  |  | Athletic Club           |                                                       |
| 3 | José Iraragorri     | 14 | 17    | 0.82  |  | Athletic Club           |                                                       |
| = | Guillermo Gorostiza | 14 | 17    | 0.82  |  | Athletic Club           | Nuevo máximo goleador histórico del torneo (61 goles) |
| 5 | Francisco Iriondo   | 13 | 13    | 1.00  |  | Arenas Club de Guecho   |                                                       |
| = | Luis Regueiro       | 13 | 17    | 0.76  |  | Madrid Football Club    |                                                       |
| 7 | Santiago Urtizberea | 12 | 8     | 1.50  |  | Donostia Football Club  |                                                       |
| = | Juan Ramón          | 12 | 15    | 0.80  |  | Football Club Barcelona |                                                       |
| 9 | Victorio Unamuno    | 11 | 7     | 1.57  |  | Athletic Club           |                                                       |
| = | Ángel Arocha        | 11 | 10    | 1.10  |  | Football Club Barcelona |                                                       |

### Evolución del registro de máximo goleador histórico
Nota: tomados en consideración los partidos y goles que establece el trofeo «pichichi» que pueden diferir/y difieren de otros datos oficiales en la trayectoria de los jugadores al guiarse el premio por su propio baremo. Resaltados jugadores inactivos en la presente edición.
| Pos. | Jugador                | G. | Part. | Prom. | Debut   | (Equipo debut)                | Otros clubes                |
| ---- | ---------------------- | -- | ----- | ----- | ------- | ----------------------------- | --------------------------- |
| 1    | Guillermo Gorostiza    | 61 | 68    | 0.90  | 1929-30 | Athletic Club (61)            |                             |
| 2    | Santiago Urtizberea    | 60 | 60    | 1.00  | 1928-29 | Unión Club de Irún (48)       | Donostia Football Club (12) |
| 3    | Agustín Sauto Bata     | 56 | 60    | 0.93  | 1929-30 | Athletic Club (56)            |                             |
| 4    | Luis Regueiro          | 54 | 80    | 0.68  | 1928-29 | Real Unión Club de Irún (36)  | Madrid Football Club (18)   |
| 5    | Ángel Arocha           | 52 | 60    | 0.87  | 1928-29 | Foot-Ball Club Barcelona (52) |                             |
| 6    | José Iraragorri        | 47 | 64    | 0.73  | 1929-30 | Athletic Club (47)            |                             |
| 7    | Ignacio Alcorta Cholín | 46 | 71    | 0.65  | 1928-29 | Donostia Football Club (46)   |                             |
| 8    | Paco Bienzobas         | 40 | 65    | 0.62  | 1928-29 | Donostia Football Club (40)   |                             |
| 9    | Manuel Olivares        | 37 | 41    | 0.90  | 1930-31 | Club Deportivo Alavés (10)    | Madrid Football Club (27)   |
| 10   | Victorio Unamuno       | 36 | 45    | 0.80  | 1928-29 | Athletic Club (36)            |                             |